# KCalc
Kcalc é um software de calculadora integrado com o ambiente desktop KDE. Em sua visualização padrão, ele inclui um teclado numérico, botões para somar, subtrair, multiplicar e dividir, colchetes, teclas de memória, porcentagem, inverso, fatorial, quadrado, raiz quadrada e x elevado a y.
Botões adicionais para calculadora científica e de engenharia (funções trigonométricas e logarítmicas), estatística e funções lógicas podem ser habilitados conforme o necessário. Seus botões adicionais podem ser predefinidos com constantes matemáticas e físicas ou com valores personalizados. É ideal para cálculos envolvendo bases diferentes.
Desde a versão 2 (incluída no KDE 3.5), o KCalc oferece precisão arbitrária.

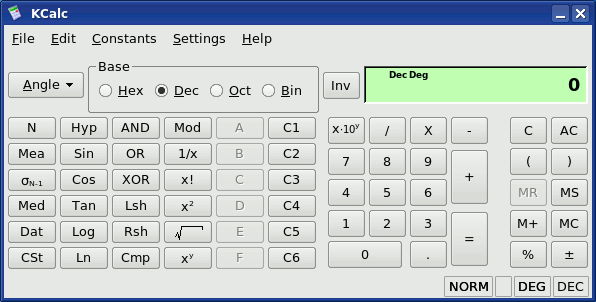
KCalc com os botões de Ciência/Engenharia, Estatística, Lógica e Constantes habilitados